# Klokkeblomst-familien
Klokkeblomst-familien (Campanulaceae) er udbredt med ca. 2300 arter i alle dele af verden fra de koldeste til de varmeste egne. Arterne er oftest urteagtige, men træer og buske forekommer. Alle planter har mælkesaft. Urterne er for det meste stauder, som har en grundstillet bladroset. Stængelbladene er oftest spredtstillede, men arter med modsatte og kransstillede blade findes. Bladene er stilkede, usammensatte eller finnede og altid uden kirtler. Her nævnes kun de slægter, som er repræsenteret ved arter, der er vildtvoksende eller dyrket i Danmark.
| Slægter |

- Blåmunke (Jasione)
- Klokke-slægten (Campanula)
- Lobelie (Lobelia)
- Rapunsel (Phyteuma)
- Stilkklokke (Wahlenbergia)